# MØ
Karen Marie Aagaard Ørsted Andersen (IPA: ˈkɑːɑn mɑˈʁiˀə ˈɔːˀkɒˀ ˈɶɐ̯steð ˈɑnɐsn̩; Ubberud, Odense, 1988. augusztus 13.), ismertebb nevén MØ (IPA: ˈmøˀ) dán énekesnő, dalszerző. 2012-ben szerződést kötött a Sony Music Entertainmenttel. Első EP-je, a Bikini Daze 2013-ban jelent meg, ezt követte az első nagylemeze, a No Mythologies to Follow 2014-ben.
Közreműködött Iggy Azalea Beg for It című dalában is, amely a 27. helyet szerezte meg a Billboard Hot 100 listán. 2015-ben Major Lazer és DJ Snake Lean On című közös számában működött közre, amely világszerte sikeres lett. MØ 2016-ban a Snakehips Don't Leave című dalában szerepelt, majd egy újabb Major Lazer-dalban, a Cold Water-ben szerepelt, Justin Bieberrel együtt. A dal a második helyet szerezte meg a Billboard Hot 100-as listán.
2017-ben jelent meg második EP-je When I Was Young címmel, amelyet 2018-ban követett a második nagylemeze, a Forever Neverland. 2021-ben jelenik meg harmadik stúdióalbuma, a Motordrome.
A Wonderland Magazine-nak elmondta, hogy nagyapja, Mogens Ørsted, aki művész volt, mindig ráírta a monogramját a festményeire. Ezért elhatározta, hogy ő is csak a monogramját használja. Maga a "mø" szó azt jelenti dánul: szűz.

## Élete
MØ Ubberudban, Odense közelében született. Ejlstrupban, Fyn szigetén nőtt fel. Apja, Frans Ørsted pszichiáter, míg anyja, Mette Ørsted tanár. Van egy testvére, Kaspar, aki orvos.
Hétéves korában kezdte érdekelni a zene a Spice Girls hatására. Tinédzserkorában elkezdte érdekelni a punkzene és a rockzene, olyan együtteseket hallgatott, mint a Black Flag, a Nirvana, a Smashing Pumpkins, a Yeah Yeah Yeahs és a Sonic Youth. Utóbbi különösen nagy kedvence volt, Kim Gordont "nagy hősének és példaképének" tekintette.

## Stílusa
Zenéjét az elektronikus zene, elektropop, szintipop és indie pop műfajokba sorolják.

## Diszkográfia
- No Mythologies to Follow (2014)
- Forever Neverland (2018)
- Motordrome (2022)